# カラーバー

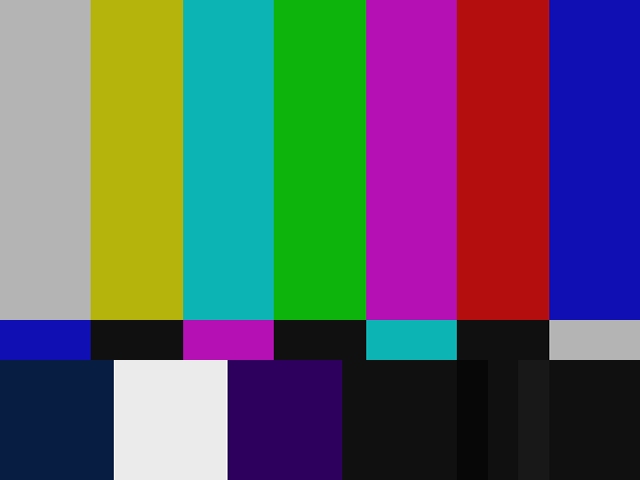
SMPTEカラーバー（イメージ）

カラーバー（英語: color bars）は、複数の色を表示できる映像信号システムを評価するための基準となる信号および、その信号によって表示される画面自体の名称である。表示装置上では色のついた棒状の領域として表示されるため、この名称で呼ばれる。

## 概要
映像信号は伝送や記録において雑音や歪による信号の劣化を生じやすく、特にアナログ信号では、可変しがちな品質を保持するために常にカラーバーで得られる信号を測定する必要がある。このカラーバー信号は、表示装置での輝度、明度、色相、彩度の見え方の調整のほか、波形モニタやベクトルスコープなどの測定器の調整に用いられる。
代表的な標準規格としてはSMPTEによる「SMPTEカラーバー」、電子工業会（EIA）による「EIAカラーバー」、HDTVとSDTVの互換性を想定した電波産業会（ARIB）による「マルチフォーマットカラーバー」などがある（各規格は後述）。

### 放送用途
テレビ放送において、一般には、深夜などの放送休止時にテストパターンのひとつとして表示される。局側の機器調整と、視聴者のための受像機調整の用途とを兼ねている。局によっては放送局名、コールサイン（ロゴマーク、機械文字、ドット文字のいずれかを使用。ウォーターマークで代用する場合もある。）、日付表示・時刻表示などを重ねて表示する。
近年は三大都市圏（東京キー局、在名阪局）はもとより地方局でも終日放送（ブランケット・カバレッジ）するテレビ局が増えたほか、休止時もフィラー番組（気象情報、ニュース専門チャンネルのサイマル放送、お天気カメラの中継など）を編成する例が増えたため、一般視聴者が見られる機会は減少傾向にある。

## 規格
各搬送色信号の内訳については映像信号#カラー映像信号および世界の放送方式内の各規格の項目を参照。

### SMPTEカラーバー

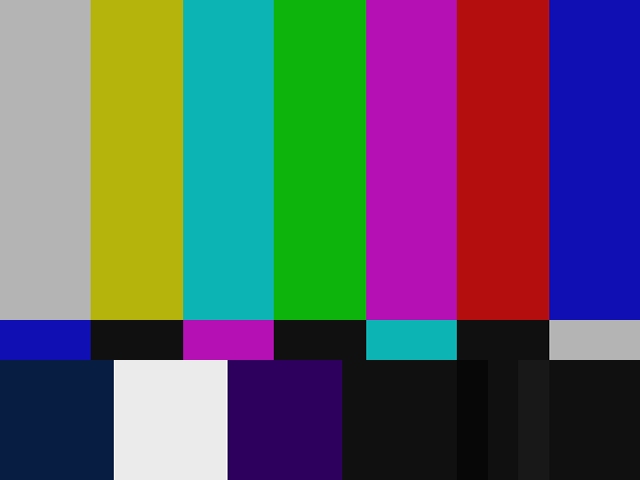
SMPTEカラーバー（イメージ）

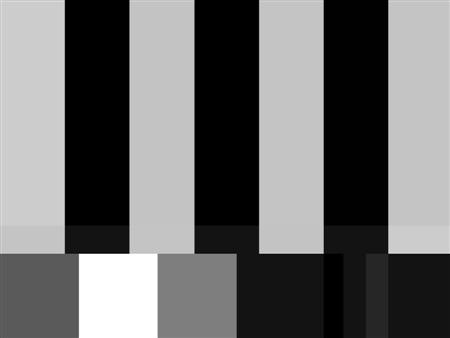
SMPTEカラーバーのB成分

SMPTEカラーバーは代表的なカラーバーのひとつである。
上側の2/3を占める領域には、左から75 %の白、黄、シアン、緑、マゼンタ、赤、青の7本の帯が等幅で並んでいる。
中段の1/12を占める領域には、上の段の奇数番目の帯が左右対称に並んでいる。RGBのB成分に着目した場合に白と青、シアンとマゼンタがそれぞれ同一のレベルであることから（右図参照）、これらの部分でB成分のレベルを全て等しく保てばコンポジット信号をデコードした場合に原信号の色相と彩度を再現できることになる。
下段の1/4の領域には、左の5/7を占める部分に-Iと100 %の白、Q、0 %の黒の4本の帯が等幅に並んでいる。100 %白は信号のp-p値の測定に、-IとQはそれぞれの搬送色信号の位相の測定に利用される。右側の75 %赤の直下にあたる領域には、−4 %の黒と0%の黒、+4 %の黒の3本の帯が等幅で並んでいる。この部分はモニタの輝度調整に用いられる。さらに右側は0%黒である。

### ARIBマルチフォーマット・カラーバー

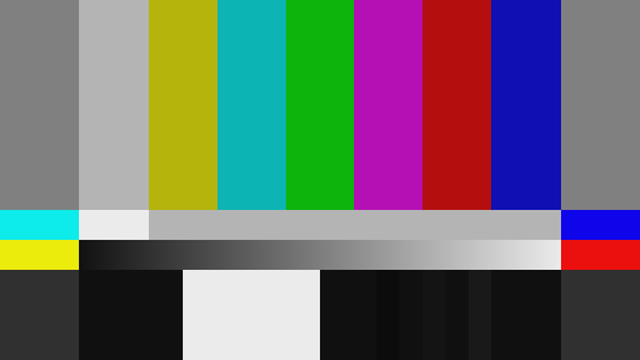
ARIBマルチフォーマット・カラーバー（イメージ）

こちらもよく知られているカラーバーのひとつである。ARIBマルチフォーマット・カラーバーは、HDTV信号からSDTV信号にダウンコンバートした場合でもそのままテスト信号として利用できるように想定されている。現在の日本のテレビでもこれが使用されていることが多い。